# خلأ موقت (مجموعه تلویزیونی)
خلأ موقت (به انگلیسی: The Casual Vacancy) مینی سریال انگلیسی ساخته سال ۲۰۱۵ است که براساس رمانی با همین عنوان توسط جی کی رولینگ نوشته و در سال ۲۰۱۲ منتشر شده‌است. این سریال به کارگردانی جانی کمبل و نویسندگی سارا فلپس در ۱۵ فوریه ۲۰۱۵ در شبکه بی‌بی‌سی وان (BBC One) در انگلستان و در ۲۹ آوریل ۲۰۱۵ در شبکه اچ‌بی‌او (HBO) در ایالات متحده آمریکا به نمایش درآمد.

## داستان
پاگفورد یک دهکده انگلیسی ظاهراً ایدئال با یک میدان بازار سنگفرش و کلیسای باستانی است، اما در پشت نمای زیبا شهری جنگ برپاست: ثروتمندان و فقرا، نوجوانان و والدین، همسران با همدیگر، معلمان و شاگران در جنگ با همند. پاگفورد چیزی نیست که در ابتدا به نظر می‌رسد. در جلسه شورای کلیسا بحث خانه سویت لاو و میراث آن مطرح می‌شود. هوارد مولیسون، رئیس جلسه و رئیس جناحی است که می‌خواهند پایان میراث را ببینند. خار چشم او برادرزاده باری است، که با بیان سخنان پرشور، اهمیت میراث و خدمات ارائه شده را بیان می‌کند. در نهایت، باری برنده بحث است.
وقتی باری ناگهان می‌میرد، پاگفورد در شوک مانده و صندلی خالی باری در شورای کلیسا به زودی باعث افروخته شدن شعله بزرگترین جنگی می‌شود که دهکده تاکنون بخود دیده‌است. به زودی سه نامزد به صف می‌شوند: مایلز مولیسون (پسر هوارد)؛ کالین وال (دوست باری)؛ و سیمون پرایس (برادر ناتنی باری).
انتخابات شورای کلیسا نزدیک می‌شود و پاگفورد در دهکده قرار دارد و منتظر رسیدن پست بعدی از «برادرزاده باری» است.
سامانتا تصمیم می‌گیرد یک مهمانی شام برای همه گروه‌های متخاصم در شورای کلیسا برگزار کند. اما وقتی هوارد و شرلی به‌طور غیرمنتظره ای از راه رسیدند، مهمانی از کنترل خارج می‌شود.
در آن سو، تری در پیمودن بهبودی ترک اعتیاد است اما بسیار ممکن است دوباره به دام اعتیاد گرفتار شود، از خواب بیدار می‌شود. کریستال امیدوار است آینده ای برای زندگی مشترک و حفظ خانواده اش باشد.
با نزدیک شدن به انتخابات شورای کلیسا، تنش‌ها در پاگفورد افزایش می‌یابد و هر یک از طرفین مبارزات خود را افزایش می‌دهند. در همین حال، ازدواج سامانتا و مایلز به نقطه شکست رسیده‌است. مایلز خواستار یک زندگی آرام است، وعده می‌دهد که با پایان انتخابات همه چیز آرام خواهد شد، اما سامانتا او را باور نمی‌کند…

## تولید
ساخت این مینی سریال در ۳ دسامبر ۲۰۱۲ اعلام شد. این کار با مشارکت بلیر انجام شده‌است که نماینده جی کی رولینگ است. این مجموعه از طریق یک شرکت تولید مستقل که توسط نیل بلر و ریک سنات (که تهیه‌کننده‌های اجرایی سریال بودند) به نمایندگی از مشارکت بلر اداره و تولید شد. این معامله پس از بحث بین بلر و دنی کوهن، نماینده بی‌بی‌سی وان (BBC One) انجام شد. قرار بود جی کی رولینگ با پروژه همکاری کند و تعداد و طول قسمت‌ها هنوز مشخص نبود.
در ۱۲ سپتامبر ۲۰۱۳، برادران وارنر اعلام کرد که به عنوان پخش کننده تلویزیونی در سراسر جهان از این مجموعه، به جز انگلستان، پشتیانی می‌کنند.
پس از یک سال بی‌خبری از شروع تولید، سرانجام بازیگران در ژوئن ۲۰۱۴ اعلام شدند. فیلمبرداری در اوت ۲۰۱۴ در شهرهای گلاسترشایر پاینزویک، بیسلی، نورت لیچ و مینچینهمپتون، داونسی و در شهر بریستول و در مدرسه آرکوی آغاز گردید.
گروه بریتانیایی سولومون گری (Solomon Grey) موسیقی این مجموعه را ساخت که آهنگ‌هایی از آلبوم منتخب آثار ۲۰۱۵ آنها را به همراه دارد.

## بازخورد
بازخورد انتقادها به قسمت آغازین اکثراً مثبت بود. کامرون مک کوان در یک تحلیل برای دیجیتال اسپای، ضمن ستایش این مجموعه را دارای "بازیگران عالی با فیلمنامه گزنده" توصیف کرد. وی به‌طور خلاصه گفت: "اولین قسمت بسیار شکننده برای مجموعه سه قسمتی است که شخصیت‌های بزرگ آن را بازی می‌کنند و روابط از ابتدا به طور واضح مشخص نشده‌اند (بنابراین بسیار ارزشمند است)" در یک بررسی برای گاردین، استوارت جفریس ارزیای مثبتی ارائه نمود، در حالی که سریال را «کمانداران در خیابان راحت ملاقات می‌کنند» توصیف می‌کند در مقایسه، اقتباس تلویزیونی مثبت تر از خود رمان بود، جرارد اودونوان در یک بررسی برای دیلی تلگراف، به افتتاحیه سریال ۴ از ۵ ستاره امتیاز داد. وی با خوش‌بینی خلاصه کرد: «... اجراها به‌طور یکنواخت خوب هستند، کارگردانی نوآورانه است، و موضوعی و نگرانی انکار ناپذیر در این اقتباس وجود دارد که شما را متقاعد می‌کند که در گوشه گوشه کسی همه را جمع می‌کند و باعث موفقیت می‌شود.» الن ای جونز، در حال نوشتن برای ایندیپندنت، رویکرد مشابهی را با عنوان نقد در پیش گرفت: «داستان جی کی رولینگ درام به مراتب بهتر از کتاب است»
اما در جای دیگر استقبال از قسمت افتتاحیه سریال مطلوبیت کمتری داشت. گریس دنت از روزنامه ایندیپندنت گفت: "خواندن گزارش‌هایی مبنی بر حمله نمایش به طبقات متوسط و تجلیل از" وحشی نجیب "عجیب بود. برای من حداقل از فیلمنامه فلپس کاملاً واضح بود که در حالی که شخصیت هوارد مولیسون، شخصیت مایکل گامبون، واقعاً دزدان وحشتناکی هستند، اما به سختی می‌توانستیم با این موضوع مخالف باشیم که بچه‌های "وحشی" که زیر پنجره اغذیه فروشی بازی می‌کردند، فضای روستا را خراب می‌کنند. اینها تصورات دشواری از "زندگی در روستاً بودند - افراد ناخوشایند، سو استفاده‌کنندگان داخلی، توسعه دهندگان املاک مانند کوسه‌ها بودند مانند موبایل‌های داخل کنسرت رو به بالا مارپیچ رو به پایین می‌رفتند". وی به طور خلاصه گفت: "این احساس بسیار طاقت فرسایی است که… در افق محو می‌شوید هنگامی که کمونیست‌ها [در بی‌بی‌سی] روزانه 40p شما را از بین می‌برند."

## قسمت‌ها
| شم. | عنوان    | کارگردان   | نویسنده   | تاریخ انتشار اصلی | انگلستان تعداد بیننده (میلیون) |
| --- | -------- | ---------- | --------- | ----------------- | ------------------------------ |
| ۱ | «قسمت ۱» | جونی کمپبل | سارا فلپس | ۱۵ فوریه ۲۰۱۵     | ۸٫۸۰                           |
| روستای پاگفورد با مرگ یکی از ساکنین محلی در شوک است. اماآنچه در پشت نمای زیبا روستا نهفته‌است، جامعه‌ای در جنگ است. |          |            |           |                   |                                |
| ۲ | «قسمت ۲» | جونی کمپبل | سارا فلپس | ۲۲ فوریه ۲۰۱۵     | ۶٫۳۹                           |
| انتخابات شورای کلیسا نزدیک می‌شود و پاگفورد در منتظر پست بعدی است'.                                                |          |            |           |                   |                                |
| ۳ | «قسمت ۳» | جونی کمپبل | سارا فلپس | ۱ مارس ۲۰۱۵       | ۵٫۹۵                           |
| با نزدیک شدن به انتخابات شورای کلیسا، تنش‌ها در پاگفورد افزایش می‌یابد.                                             |          |            |           |                   |                                |